# بیلی ایکنر
بیلی ایکنر (انگلیسی: Billy Eichner؛ زادهٔ ۱۸ سپتامبر ۱۹۷۸) مجری تلویزیون، هنرپیشه، و کمدین اهل ایالات متحده آمریکا است.

## گزیده فیلمشناسی
از فیلم‌ها یا برنامه‌های تلویزیونی که وی در آن نقش داشته‌است می‌توان به آثار زیر اشاره کرد.
- چیزی که در وگاس رخ می‌دهد (۲۰۰۸)
- پنگوئن‌های ماداگاسکار (فیلم) (۲۰۱۴)
- خوابیدن با دیگران (فیلم) (۲۰۱۵)
- فیلم پرندگان خشمگین (۲۰۱۶)
- همسایه‌ها ۲: انجمن خواهری برمی‌خیزد (۲۰۱۶)
- شیرشاه (فیلم ۲۰۱۹) (۲۰۱۹)
- پارک‌ها و تفریحات (۲۰۱۳–۲۰۱۵)
- برگری باب (۲۰۱۳–۲۰۱۷)
- دختر جدید (مجموعه تلویزیونی) (۲۰۱۴)
- داستان ترسناک آمریکایی: فرقه (۲۰۱۷)